# Ichikawa Ebizō XI
Ichikawa Ebizō XI  (十一代目市川海老蔵?, Jūichidaime Ichikawa Ebizō), pseudonimo di Takatoshi Horikoshi (堀越 孝俊?, Horikoshi Takatoshi; Tokyo, 6 dicembre 1977), è un attore giapponese, undicesimo e attuale detentore del nome degli Ichikawa Ebizō. Attivo a teatro, in televisione e nel campo cinematografico, è l'erede del prestigioso clan Ichikawa di attori kabuki.

## Biografia

### Carriera
Figlio di Ichikawa Danjūrō XII, nacque a Tokyo il 6 dicembre 1977, con il nome di Takatoshi Horikoshi (堀越 孝俊?, Horikoshi Takatoshi). Iniziò la carriera di attore sul palco del Kabuki-za a sei anni, nell'opera Genji monogatari del maggio 1983.
Nel maggio 1985, recitando nel dramma Uirō Uri, gli venne conferito il nome Shinnosuke VII, con il quale continuò a recitare in opere di genere kabuki fino al 2003. Fece la prima apparizione televisiva nel 1994, nel dramma taiga della NHK Hanna no ran, dove recitava anche il padre.
Nel gennaio 2000, recitò per la prima volta il prestigioso ruolo di Sukeroku nel dramma Sukeroku Yukari no Edo Zakura, rappresentato al Shinbashi Enbujō.
Nel marzo 2001, recitò al Shinbashi Enbujō i ruoli di Hayano Kanpei (solo nella danza Ochiudo) e Sadakurô nel dramma Kanadehon Chūshingura, andato in scena dal Onoe Kikugorō Gekidan per commemorare il dodicesimo anniversario (tredicesimo servizio commemorativo) e il sesto anniversario (settimo servizio commemorativo) delle morti in ritardo di Onoe Shōroku II e Onoe Baikō VII.
Quello del settembre 2002 fu il suo ultimo spettacolo kabuki prima di una lunga pausa televisiva. Interpretò il ruolo di Sasahara Yogorô nel dramma Tsuruga no Matsu no Chitose Taihei e un capo vigile del fuoco nella danza Omatsuri, andati in scena al Shinbashi Enbujō.
Dall'autunno 2002 al novembre 2003, ottenne il ruolo da protagonista nel dramma televisivo della NHK Musashi, interpretando il grande samurai Miyamoto Musashi. Dopo la conclusione della serie, riprese lo stesso ruolo in un dramma kabuki omonimo, andato in scena al Shinbashi Enbujō. 
Nel dicembre 2003, recitò per la prima volta il ruolo del prestigioso guerriero Saitô Bettô Sanemori nella scena Sanemori Monogatari del dramma epico Genpei Nunobiki no Taki, andato in scena al Kabuki-za.
Nel maggio 2004, il suo nome cambiò in Ichikawa Ebizō XI al Kabuki-za, recitando i ruoli di Kamakura Gongorô Kagemasa, Kisuke, Togashi e Isobe Kazuenosuke nei drammi Shibaraku, Ise Ondo Koi no Netaba, Kanjinchō e Sakanaya Sōgorō. Il padre, che condivise il palco nel dramma Ise Ondo Koi no Netaba e nel teatro-danza Kanjinchō, si ammalò improvvisamente e dovette essere sostituito.
Nel giugno 2004, festeggiò il suo secondo mese di shûmei al Kabuki-za, interpretando i ruoli dello spirito del Leone nella danza Kagami Jishi e Sukeroku nel dramma Sukeroku Yukari no Edo Zakura. La sua partner sul palcoscenico nel ruolo di Agemaki, amante di Sukeroku, fu Bandō Tamasaburō. Quello di luglio lo festeggiò a Osaka al Shōchikuza, interpretando il ruolo di Yosaburō e il monaco guerriero Benkei Musashibō nel dramma Yowa nasake Ukina non Yokogushi e la danza Kanjinchō. La sua partner di scena nella prima recita nel ruolo di Otomì, amante di Yosaburō, fu Onoe Kikunosuke. I suoi partner di scena nell'ultima recita nei ruoli di Togashi e Yoshitsune furono Kataoka Nizaemon e Nakamura Ganjirō. Quello di settembre lo festeggiò a Nagoya al Misonoza, interpretando il ruolo di Hikaru-no-Kimi e Sukeroku nei drammi Genji Monogatari e Sukeroku Yukari no Edo Zakura. In tutti e tre il padre era purtroppo in congedo per malattia.
Nell'ottobre 2004, festeggiò il suo shûmei nel tour a Parigi al Théâtre de Chaillot, interpretando il ruolo di Kikuchi Hankurō e la dama di compagnia Yayoi (posseduta dallo spirito di un leone), nel dramma Toribeyama Shinjū e la danza "Kagami Jishi". Questo evento insolito celebrò anche il recupero del padre, che tornò sul palco nel ruolo di Sakata Ichinosuke nel dramma Toribeyama Shinjū. Quello di dicembre lo festeggiò a Kyoto al Minamiza, interpretando il ruolo di Kamakura Gongorō Kagemasa e Sukeroku nei drammi Shibaraku e Sukeroku Yukari no Edo Zakura.
Nel giugno 2005, festeggiò il suo shūmei a Fukuoka al Hakataza, interpretando il ruolo di Hikaru-no-Kimi e Sukeroku nei drammi Genji Monogatari e Sukeroku Yukari no Edo Zakura. Quello di luglio lo festeggiò nelle province orientali, nel ruolo del guerriero Saitō Bettō Sanemori nel dramma Sanemori Monogatari. Quello di settembre lo festeggiò nelle province occidentali, nel ruolo del guerriero Saitō Bettō Sanemori nel dramma Sanemori Monogatari e il ruolo di primo piano della danza Omatsuri. Dovette sostituire in quest'ultimo ruolo suo padre, che purtroppo si ammalò nuovamente.
Da maggio a giugno 2006, fece il tour kabuki in Europa occidentale: a Londra, presso il Sadler Wells dal 31 maggio all'11 giugno, e ad Amsterdam presso il Stadsschouwburg dal 15 al 18 giugno. Interpretò il ruolo dello spirito del glicine e Yoemon in Fuji Musume e Kasane.
Nel marzo 2007, durante il tour a Parigi, interpretò al Palais Garnier i ruoli di Benkei Musashibō/Togashi (in alternanza con il padre) e la principessa Sarashina (in realtà l'Orca del Monte Togakushi) nei danza-drammi Kanjinchō e Momijigari, che celebrarono il clan Ichikawa.
Apparve in diversi annunci pubblicitari, e nel suo primo ruolo cinematografico, Deguchi no nai umi ("Mare senza uscita"), nel 2006. Girò l'Europa, l'Australia e varie altre prefetture del Giappone, sempre nel campo del kabuki. Nel 2007 venne insignito de L'Ordre des Arts et des Lettres, dopo una performance al Palais Garnier di Parigi.
Nel gennaio 2008, ci fu il rilancio al Shinbashi Enbujō di Narukami Fudō Kitayama Zakura, che celebrò il 1070º anniversario del tempio Naritasan, dove viene adorata la divinità Fudō Myōō. Ebizō interpretò il ruolo del malvagio sacerdote Narukami, Kumedera Danjō, la divinità Fudō Myōō, Abe non Kiyoyuki e Hayakumo no Ōji.
Nel settembre 2009, durante il breve tour kabuki a Monaco per la gilda Naritaya, interpretò il ruolo della dama di compagnia Yayoi (posseduta dallo spirito di un leone) nel teatro-danza Kagami Jishi.
Un totale di dodici spettacoli di Yoshitsune senbon zakura della Shochiku Grand Kabuki con protagonista Ebizō si svolsero presso il Teatro Sadler's Wells di Londra dal 4 al 15 giugno 2010, e a Roma presso il Teatro di Roma-Argentina dal 21 al 22 giugno. Ebizō interpretò il ruolo di Satō Tadanobu e la volpe Genkurō.
Il 25 novembre 2010 venne aggredito nelle prime ore del mattino, mentre era fuori a bere con gli amici Kabuka nella zona Nishi-Azabu di Tokyo. Secondo la stampa giapponese, l'attore costrinse un uomo a bere tequila da un posacenere. Ebizō tornò a casa, dove la moglie Mao Kobayashi scoprì le sue ferite, che comprendevano una frattura depressa a uno zigomo e gravi contusioni, e chiamò la polizia, dopo di che venne ricoverato all'ospedale Toranomon. A seguito delle lesioni subite, ci fu la speculazione che Ebizō potesse ritirarsi, non essendo in grado di fare lo sguardo strabico "nirami" tipico delle interpretazioni kabuki. L'operatore teatrale Shochiku lo sospese come risultato dell'incidente. Per questo motivo, si scusò il 7 dicembre in una conferenza stampa a Tokyo.
Nel 2011 recitò nel remake in 3D di Takashi Miike di Hara-Kiri: Morte di un samurai. Il 2 luglio 2011, tornò sul palcoscenico alle prestazioni di luglio del Gran Kabuki, al Shimbashi Enbujō di Tokyo.
Nell'agosto 2013, ci fu la prima edizione del ABKAI - Ebikai, il gala di Ebizō.
Nel gennaio 2014, ci fu l'anteprima al Shinbashi Enbujō con Ebizō come zagashira del dramma Kotohoide Mimasu Kagekiyo, appena creato mescolandone quattro appartenenti alla raccolta Kabuki jūhachiban e incentrati sul guerriero Akushichibyôe Kagekiyo.
Nel maggio 2015, durante il rilancio al Kabuki-za del dramma Jayanagi, Ebizō interpretò il ruolo di Tanba no Suketarō (in realtà lo spirito del serpente Willow) e il guerriero Kongōmaru.
Il 9 e il 16 gennaio 2016, doppiò sé stesso in due episodi speciali di un'ora per il nuovo anno della serie anime Detective Conan, in onore del ventesimo anniversario della prima trasmissione della serie televisiva.

### Vita privata
Il 19 novembre 2009 annunciò che stava per sposare la giornalista Mao Kobayashi. Il matrimonio venne celebrato il 3 marzo 2010. Si erano incontrati quando apparve come ospite nel suo show News Zero. Il 25 luglio 2011 nacque la figlia maggiore Reika. Il 22 marzo 2013 nacque il figlio maggiore, quindi successore, Horikoshi Kangen.
Il 22 giugno 2017, la moglie morì dopo una lunga battaglia con il cancro al seno.

## Filmografia

### Cinema
- 2011: Hara-Kiri: Morte di un samurai, di Takashi Miike: Hanshirō Tsukumo;
- 2013: Ask This of Rikyu: Sen no Rikyū;
- 2014: Over Your Dead Body: Kousuke Hasegawa/Tamiya Iemon;
- 2017: L'immortale: Eiku Shizuma.

### Televisione
- 1994: Hana no Ran (1994): il giovane Ashikaga Yoshimasa;
- 2003: Musashi (serie televisiva), di Ozaki Mitsunobu: Miyamoto Musashi;
- 2009: Mr. Brain: Kōhei Takei;
- 2014: Yowakutemo Katemasu: Kentarō Yachida;
- 2017: Onna jōshu Naotora: Oda Nobunaga.

### Animazione
- 2016: Detective Conan (episodi speciali 804-805): sé stesso (doppiatore).